# Yeongseon-dong
Yeongseon-dong (koreanska: 영선동) är en stadsdel i Sydkorea. Den ligger på ön Yeongdo i stadsdistriktet Yeongdo-gu i staden Busan, i den sydöstra delen av landet, 300 km sydost om huvudstaden Seoul. 

## Indelning
Administrativt är Yeongseon-dong indelat i:
| Namn    | Namn                 | Yta i km² | Invånare 31 maj 2020 |
| ------- | -------------------- | --------- | -------------------- |
| 영선1동 | Yeongseon 1(il)-dong | 0,17      | 4 184                |
| 영선2동 | Yeongseon 2(i)-dong  | 0,63      | 9 032                |